# Maxmilián von Prittwitz
Maximilian Wilhelm Gustav Moritz von Prittwitz und Gaffron (27. listopadu 1848 Bierutów – 29. března 1917 Berlín) byl pruský a německý generál. Bojoval v pruské-rakouské válce, pruské-francouzské válce a v první světové válce.

## Životopis
Pocházel ze staré slezské šlechtické rodiny z Bierutówa. Jeho rodiči byli pruský generál Gustav von Prittwitz a jeho manželka Alžběta von Klass. Narodil se do rodiny Gustava von Prittwitz (1814–1881) a jeho manželky Elisabeth (1825–1905), rozené von Klass. V květnu 1874 se oženil s Olgou von Dewitz (1848–1938). Jejich jediný syn Erdmann (1876–1918) padl u Péronne na západní frontě v květnu 1918.

## Vojenská kariéra
Po absolvování školy ve slezské Olešnici se připojil k 3. pluku gardových granátníků a bojoval v rakousko-pruské válce. Následně sloužil jako nižší důstojník prusko-francouzské válce. V Berlíně absolvoval Pruskou vojenskou akademii. Postupně zastával řadu funkcí v generálního štábu armády, které se prolínaly s funkcemi velitele rot a praporu u různých pěších pluků. V roce 1913 byl povýšen do hodnosti generálplukovníka.

### První světová válka
Na začátku první světové války byl Maxmilián von Prittwitz jmenován velitelem 8. armády a přidělen k obraně Východního Pruska před očekávaným ruským útokem. V bitvě u Gumbinnenu 20. srpna 1914 byl poražen ruskou armádou a začal panikařit. Měl v úmyslu ustoupit za řeku Vislu, což by mělo za následek opustit celé Východní Prusko. Generální štáb německé armády považoval jeho návrh za nepřijatelný. Maxmilián von Prittwitz byl následně odvolán a nahrazen 23. srpna 1914 Paulem von Hinderburgem.
Zemřel v roce 1917 v Berlíně na infarkt. Je pohřben na berlínském hřbitově invalidů.

## Vyznamenání a ocenění
- Řád červené orlice - 4 a 3. třída
- Řád koruny - 4 a 3. třída
- Železný kříž - 2. třída
- Řád černé orlice
- Domácí řád Albrechta Medvěda
- Řád zähringenského lva
- Řad Bertholda I.
- Vojenský záslužný řád (Bavorsko)
- Vévodský sasko-ernestinský domácí řád
- Domácí řád vendické koruny
- Domácí a záslužný řád vévody Petra Fridricha Ludvíka
- Řád Albrechtův
- Řád železné koruny - Rakousko-Uhersko
- Řád za zásluhy(Chile)